# フッ化金(III)
フッ化金(III)（フッかきん さん、Gold(III) fluoride）は、組成式がAuF3と表される金のフッ化物である。強力なフッ素化剤であり、300℃で昇華する。

## 合成
塩化金(III)をフッ素ガスまたは三フッ化臭素でフッ素化することによって得られる。

## 構造
フッ化金(III)の結晶構造は、螺旋状に組み合わさった平面正方形のAuF4単位分子からなる。
|              |                   |                    |                             |                   |
| AuF3単位格子 | 複数の(AuF3)n螺旋 | フッ素六配位八面体 | (AuF3)n螺旋を上から見た様子 | (AuF3)n螺旋の側面 |